# Diego Ortiz
Diego Ortiz (c.1510 – Roma ? c.1576) fou un compositor, gambista i teòric musical espanyol de l'època del Renaixement.

## Biografia
Se sap poc de la seva vida i se n'ignoren les dates de naixement i de mort. Va néixer a Toledo i probablement i, fins fa poc, se suposava que va morir a Nàpols. No obstant recents troballes el situen entre 1572 a 1576 a Roma com a "Famigliare" al servei de la família Colonna, esmentat en les nòmines corresponents des de abril de 1572 fins a setembre de 1576.
Sabem que a l'any 1553 residia al virregnat de Nàpols i cinc anys després, el 1558, assumia les funcions de mestre de capella de la capella de Nàpols que hi mantenia el virrei, el tercer Duc d'Alba, Fernando Álvarez de Toledo. L'any 1565 encara tenia el mateix càrrec. El seu successor al capdavant de la Capella Reial napolitana el 1570 va ser Francisco Martínez de Loscos. Altre estudi recent suggereix que Diego Ortiz podria haver servit com a model per a un dels personatges a la famosa obra de Paolo Caliari Veronés Els casaments de Canà, recolzant-se en el conjunt instrumental representat pel pintor, la propera data d'edició d'Ortiz de la seva Musices liber primus a Venècia, la llarga confusió i atribució errònia del personatge representat al llenç fins als nostres dies, i la sorprenent semblança del personatge pintat amb l'únic retrat gravat del músic.

## Obres

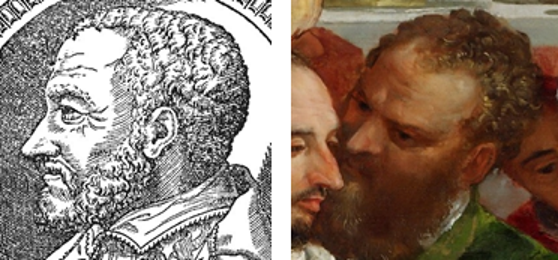
Retrats de Diego Ortiz del seu "Trattado de Glossas" (esquerra) i de "Les noces de Canà" de Veronese (dreta) segon viola-gambista desconegut

Diego Ortiz publicà dos llibres de música al llarg de la seva vida: el "Tratado de Glosas", el 1553, i el "Musices liber primus", l'any 1565.

### Tratado de Glosas
És un llibre de música per a viola d'arc i clavecí. Fou publicat el 10 de desembre de 1553 a Roma. El seu nom complet era "Trattado de glosas sobre cláusulas y otros géneros de puntos en la música de violones nuevamente puestos en luz". Fou dedicat al baró de Riesy, Pedro de Urries, i va aparèixer simultàniament en dues versions, una en castellà i una altra en italià; aquesta darrera portava per títol "Glose sopra le cadenze et altre sorte de punti in la música del violone".

### Musices liber primus
És una col·lecció de polifonia religiosa publicada a Venècia l'any 1565. El títol complet era "Musices liber primus hymnos, Magnificas, Salves, motecta, psalmos". Conté 69 composicions escrites per a entre 4 i 7 veus, basades en obres del repertori gregorià.